# Versaillesförklaringen
Versaillesförklaringen är en förklaring som utfärdades av Europeiska rådet vid dess sammanträde den 10–11 mars 2022. Förklaringen handlar om Europeiska unionens svar på Rysslands invasion av Ukraina 2022, som hade inletts ett par veckor tidigare. I förklaringen återges även en övergripande plan för hur unionen ska kunna stärka sin försvarsförmåga, minska energiberoendet från Ryssland och bygga en stabilare ekonomisk bas.